# Collin Peterson

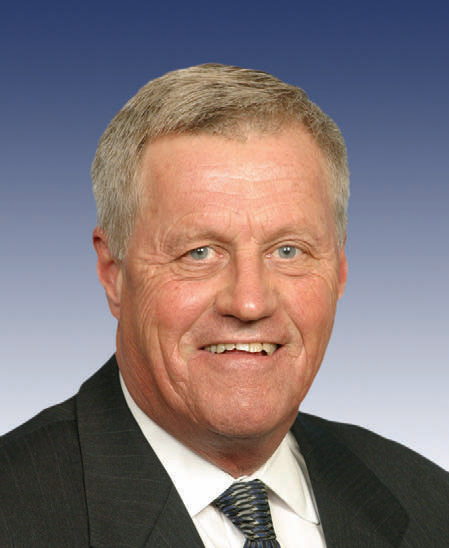
Collin Peterson.

Collin Clark Peterson, född 29 juni 1944 i Fargo i North Dakota, är en amerikansk demokratisk politiker. Han representerar delstaten Minnesotas sjunde distrikt i USA:s representanthus sedan 1991. Han var ordförande i representanthusets jordbruksutskott 2007–2011.
Peterson utexaminerades 1966 från Moorhead State University i Moorhead i Minnesota. Han var sedan verksam som revisor i Minnesota. Han var ledamot av delstatens senat 1977–1986.
Peterson besegrade sittande kongressledamoten Arlan Stangeland i kongressvalet 1990. Han har omvalts nio gånger.
Han är en av de mest konservativa demokraterna i kongressen och korsar ofta partilinje. Enligt Bipartisan Index skapad av Richard Lugar, var Peterson den mest partiöverskridande medlemmen i representanthuset under 2017.
Peterson är i allmänhet konservativ på sociala frågor; han motsätter sig starkt till abort. Han röstade också för Defense of Marriage Act och stöder dödsstraff. Den 31 oktober 2019 var han en av två demokrater som röstade mot riksrätt om president Donald Trump. Han var återigen en av två demokrater, tillsammans med Jeff Van Drew, att rösta mot riksrätt den 18 december 2019.
Peterson är lutheran. Han är frånskild och har tre barn.